# Divergente (roman)
Cet article concerne le roman de Veronica Roth. Pour le film, voir Divergente.
Divergente (titre original : Divergent), ou Divergence au Québec, est un roman dystopique de Veronica Roth publié en 2011 aux États-Unis puis traduit en français et publié par les éditions Nathan la même année. Premier tome d'une trilogie, il est réédité en 2012 par son éditeur français sous le titre Divergente à l'occasion de la parution du second tome intitulé Divergente 2 (Insurgent).
Divergent est le premier livre de Veronica Roth, qu'elle a écrit à l'âge de vingt-deux ans. Le succès n'est pas immédiat mais ira grandissant grâce au bouche à oreille et aux relais des médias sociaux sur Internet.
Divergent s'inscrit dans la lignée des ouvrages dystopiques, tels que Hunger Games, Uglies…
En mai 2014, la série Divergente est vendue à plus de 20 millions d'exemplaires.

## Résumé
Le récit est composé de 39 chapitres de tailles inégales.
Dans un monde post-apocalyptique, non daté explicitement, dans la région de Chicago, la société est organisée en cinq factions selon le trait de caractère dominant des personnes qui les composent : Altruiste, Audacieux, Érudit, Sincère, Fraternel.
Le périmètre géographique est entouré de murs, gardés par les Audacieux, pour protéger les habitants d'une menace extérieure éventuelle. Les Audacieux sont également chargés du maintien de l'ordre dans la société. La faction des Altruistes est tournée vers le dévouement total, dont les principales caractéristiques sont le port de l'uniforme gris, l'absence d'ambition personnelle, l'absence de curiosité… Le renoncement aux intérêts personnels au profit de l'intérêt collectif a conduit à la nomination systématique de membres Altruistes pour constituer le gouvernement. Chaque faction vit dans un quartier de la ville qui lui est dédié, et les contacts sont rares entre les factions. Seuls les enfants, jusqu'à leur 16 ans, se croisent puisqu'ils fréquentent la même école.
Beatrice Prior, âgée de 16 ans, a grandi dans une famille de la faction Altruiste. Elle a désormais l'âge de choisir sa faction. Son frère, Caleb, a tout juste dix mois de plus, et c'est ensemble qu'ils assistent à la Cérémonie et feront leurs choix. Les enfants choisissent en général la faction dans laquelle ils ont grandi et très peu changent de faction. Ces changements, appelés transferts, s'accompagnent d'un changement de quartier et d'une coupure avec la famille d'origine. Béatrice ne s'est jamais sentie réellement à sa place dans la faction des Altruistes. Lors du test d'aptitudes qui précède la Cérémonie du Choix, Béatrice est classée « divergente » par sa préparatrice (Tori) qui lui présente cette réalité comme un danger et lui conseille fortement de la cacher à tout le monde. Béatrice choisit la faction des Audacieux et Caleb la faction des Érudits. 
Beatrice se rebaptise Tris à son arrivée chez les Audacieux et se fait remarquer immédiatement par son courage. Elle devient amie avec Christina, Will et Al. Immédiatement, elle devient ennemie de Peter, Molly et Drew. Elle découvre à son arrivée qu'elle n'appartiendra à la Faction des Audacieux qu'après une formation au terme de laquelle tous les transferts ne seront pas admis. Au cours de son apprentissage, elle tombe amoureuse d'un de ses instructeurs, surnommé « Quatre ». Progressivement, ceux-ci se rapprocheront jusqu'à entamer une relation amoureuse.
La première partie de la formation est principalement tournée vers les combats physiques et l'utilisation des armes. Tris est alors humiliée publiquement par Peter, Molly et Drew qui n’hésitent pas à l’agresser. Au cours de la deuxième partie de la formation, les initiés sont confrontés à des situations de stress correspondant à leurs peurs personnelles, pour leur apprendre à dominer leurs émotions. Tris s'avère très performante et même capable de dominer la simulation, manifestation évidente de sa Divergence. Elle est à nouveau en danger, mais s'en sort très bien classée. La dernière partie de la formation consiste à affronter ses plus grandes peurs, en mode virtuel, et en présence des anciens de la faction. Le classement étant majoritairement basé sur la dernière partie de la formation. Tris finit classée numéro un, avec sept peurs.
La veille de son intronisation dans la faction des Audacieux, tous les membres de la faction se lèvent, hypnotisés, et s'arment de fusils. Manipulés par un sérum mis au point par les Érudits, ils partent vers le quartier des Altruistes pour les éliminer. Tris découvre que le sérum est sans effet sur elle, ni sur Quatre car il est divergent, mais cela est moins prononcé chez lui. Tous deux s'échappent des rangs de l'armée. Ils sont ensuite capturés par les Érudits. Jeanine Mattews, chef des Érudits envoie Quatre à la salle de contrôle et elle ordonne à ses dirigeants d’exécuter Tris à cause de sa blessure à l'épaule. Elle est ensuite délivrée par sa mère. Cette dernière la conduit vers le refuge où se trouve son père, son frère Caleb et d'autres Altruistes. Sa mère se sacrifie en chemin. Tris tue Will, son meilleur ami et petit ami de Christina, qui était sous simulation et menaçait sa vie.
Tris rejoint le groupe de réfugiés. Dont une partie part dans le quartier des Fraternels, et l'autre (Tris, Caleb, Andrew, père de Tris, et Marcus, père de Quatre) partent vers la salle de contrôle dans le quartier des Audacieux. Son père est tué au cours de l'expédition et Peter, ennemi de Tris depuis l'initiation, est obligé de les rejoindre. Tris retrouve Quatre dans la salle de contrôle et qui est sous l'effet d'un sérum que lui a injecté Jeanine pour qu'il ne puisse pas surmonter cette simulation. Tris l'aide ensuite à se libérer de la simulation. Une fois libéré, Tris et lui détruisent la simulation, libérant les membres des Audacieux de l'emprise virtuelle. Tris quitte la salle de contrôle avec Quatre, ils rejoignent Caleb Peter et Marcus et sautent dans le train.
Divergent s'achève sur le départ de Tris, Quatre, Marcus, Peter et Caleb vers le quartier des Fraternels.
La suite est narrée dans le roman Divergente 2.

## La trilogie
Le premier tome est suivi de Divergente 2 (Insurgent en version originale), sorti en 2012, et de Divergente 3 (Allegiant), sorti le 22 octobre 2013, le 15 mai 2014 en France et le 1er mai 2014 au Québec. Un quatrième livre, Divergente raconté par Quatre (Four: A Divergent Collection) a été écrit et raconte certaines parties de l'histoire du point de vue de Tobias Eaton, ainsi que des périodes de sa vie antérieure au premier roman de la série.

## Adaptation cinématographique
Les droits du livre sont achetés par Summit Entertainment, entreprise de distribution de cinéma américaine, qui l'adapte au cinéma dans Divergente de Neil Burger, sorti en 2014. Shailene Woodley y tient le rôle de Tris.
Après le succès du film, une suite est produite. Divergente 2 : L'Insurrection, réalisé par Robert Schwentke, sorti en mars 2015.
L'adaptation du troisième et dernier roman était prévue en deux parties à l'origine. Divergente 3 : Au-delà du mur est sorti en mars 2016, mais le 4e film initialement planifié pour juin 2017 ne sortira pas au cinéma. Un téléfilm puis une mini-série sont à l'étude par le producteur Lions Gate Entertainment pour clore la saga.